# Кліффорд Еносорегбе
Кліффорд Еносорегбе (нар. 19 жовтня 1990) — колишній нігерійський тенісист.
Найвищу одиночну позицію світового рейтингу — 1043 місце досяг 6 грудня 2010, парну — 898 місце — 23 серпня 2010 року.

## Титули ITF Ф'ючерс

### Парний розряд: (1)
| Ранг | Дата     | Турнір            | Покриття | Партнер       | Суперники                  | Рахунок             |
| ---- | -------- | ----------------- | -------- | ------------- | -------------------------- | ------------------- |
| 1.   | Лис 2009 | Сенегал F1, Дакар | Тверде   | Данкан Муґабе | Дауда Ндіає Валентен Санон | 7–6(5), 3–6, [10–7] |